# Río Polendos
El río Polendos, a veces considerado arroyo por la disminución del flujo en la actualidad, es un caudal de la península ibérica, afluente por la izquierda del Pirón. Perteneciente a la cuenca hidrográfica del Duero, discurre por la provincia española de Segovia desde la sierra de Guadarrama en Torrecaballeros hasta la meseta en Mozoncillo.

## Toponimia
La tesis más respaldada trata de derivar el hidrónimo del latín, a modo de (o)pulentos, queriendo significar rico en algo por la abundancia de cultivos en el lugar, algunos en época romana quizá con propiedades psicoactivas. También pudiendo ser el nombre de una villa romana llamada así por sus dueños, que estaría situada en Espirdo en un paraje de mismo nombre que es atravesado por el río.
Otras tesis proponen derivarlo del latín polenta es decir harina, en referencia a los molinos o de polentinos apuntando a que la zona pudo haber sido repoblada por gentes de Polientes, hoy Cantabria.

## Curso

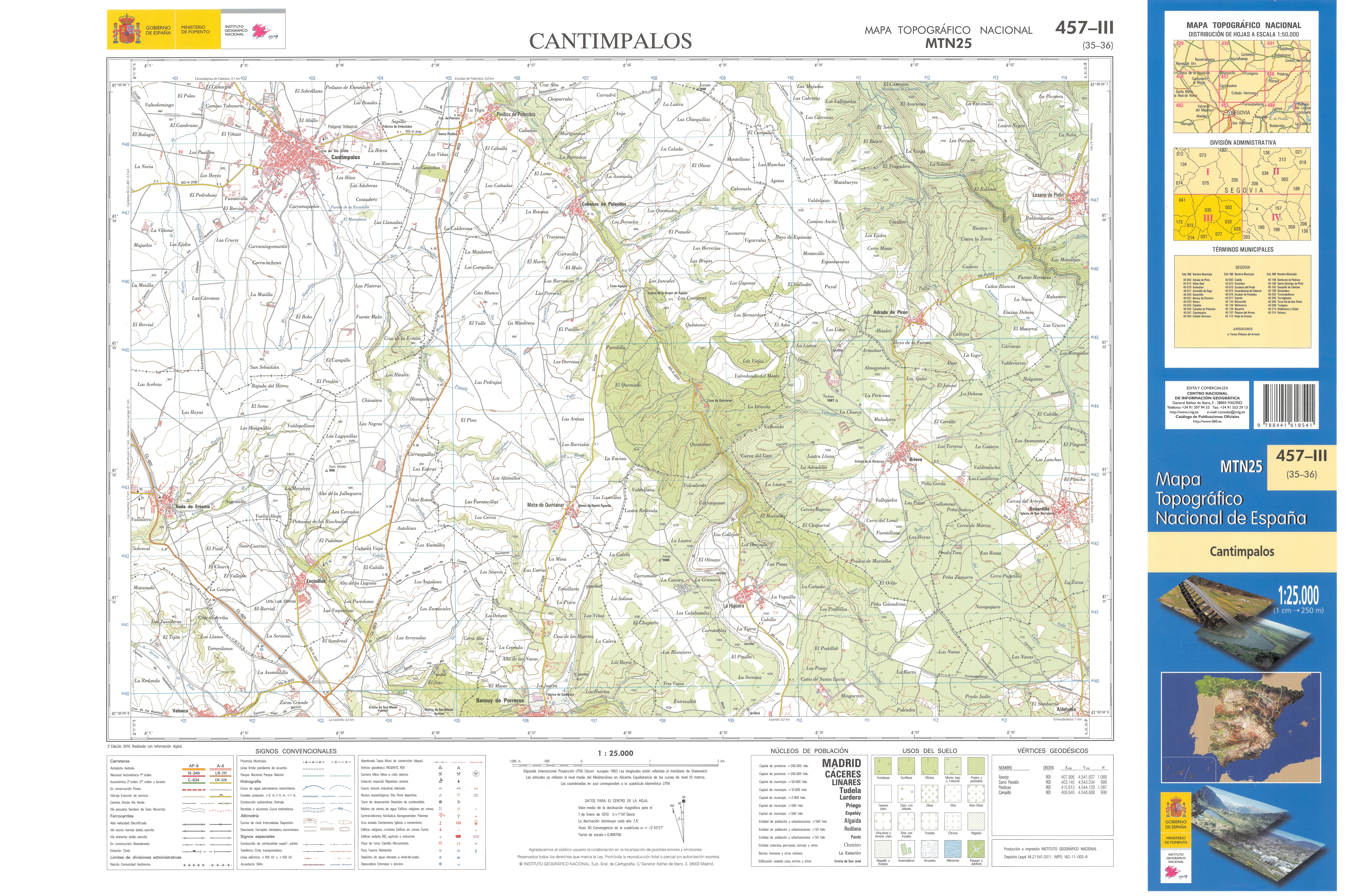
Fragmento de la hoja 457 del Mapa Topográfico Nacional de España de 2010 en el que se representa el curso del Río Polendos

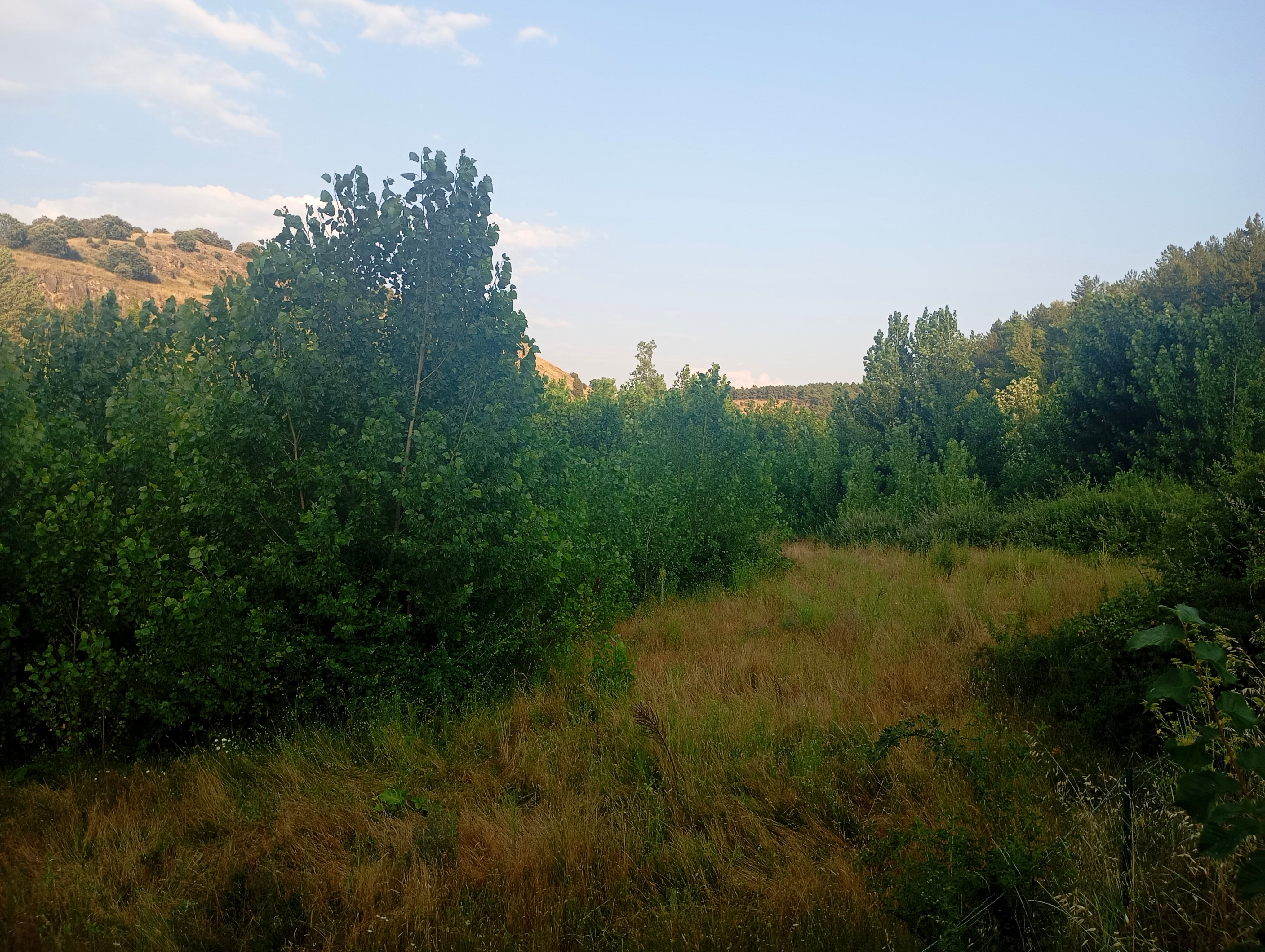
Valle y cañón del río a su paso por La Higuera

Nace en el piedemonte de la sierra de Guadarrama cercano al caserío de La Torre en el término municipal de Torrecaballeros, provincia de Segovia, y desemboca en el Pirón en el término municipal de Mozoncillo. Atraviesa Torrecaballeros, La Aldehuela, Tizneros, Espirdo, La Higuera, Cabañas de Polendos, Pinillos de Polendos, Escobar de Polendos, Escarabajosa de Cabezas y Mozoncillo donde confluye con el río Eresma.
Es de interés el característico paisaje resultante del modelado fluvial en la banda calcárea Cretácica que bordea a la Sierra segoviana.Existen dos molinos en ruinas testigos del pretérito mayor caudal. Entre su fauna se crían barbos, cachos y bermeja.